# Jaworów (miasto)
Jaworów (ukr. Яворів, Jaworiw) – miasto na Ukrainie, w obwodzie lwowskim, na zachód od Lwowa, na Płaskowyżu Tarnogrodzkim, nad rzeką Szkło (dopływ Sanu), siedziba administracyjna rejonu jaworowskiego. 12 946 mieszkańców (2020), dla porównania w 2001 było ich 13 285.
Znajduje tu się stacja kolejowa Jaworów, położona na linii Zatoka – Jaworów.

## Historia

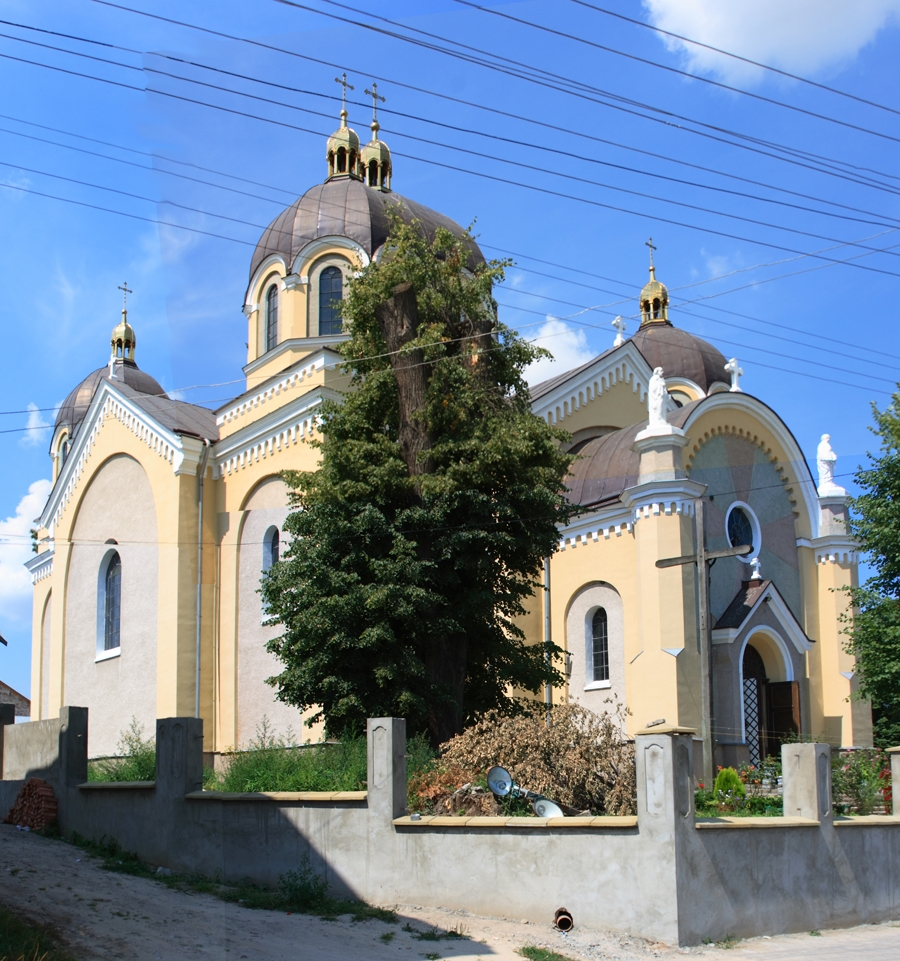
Cerkiew św. Jura

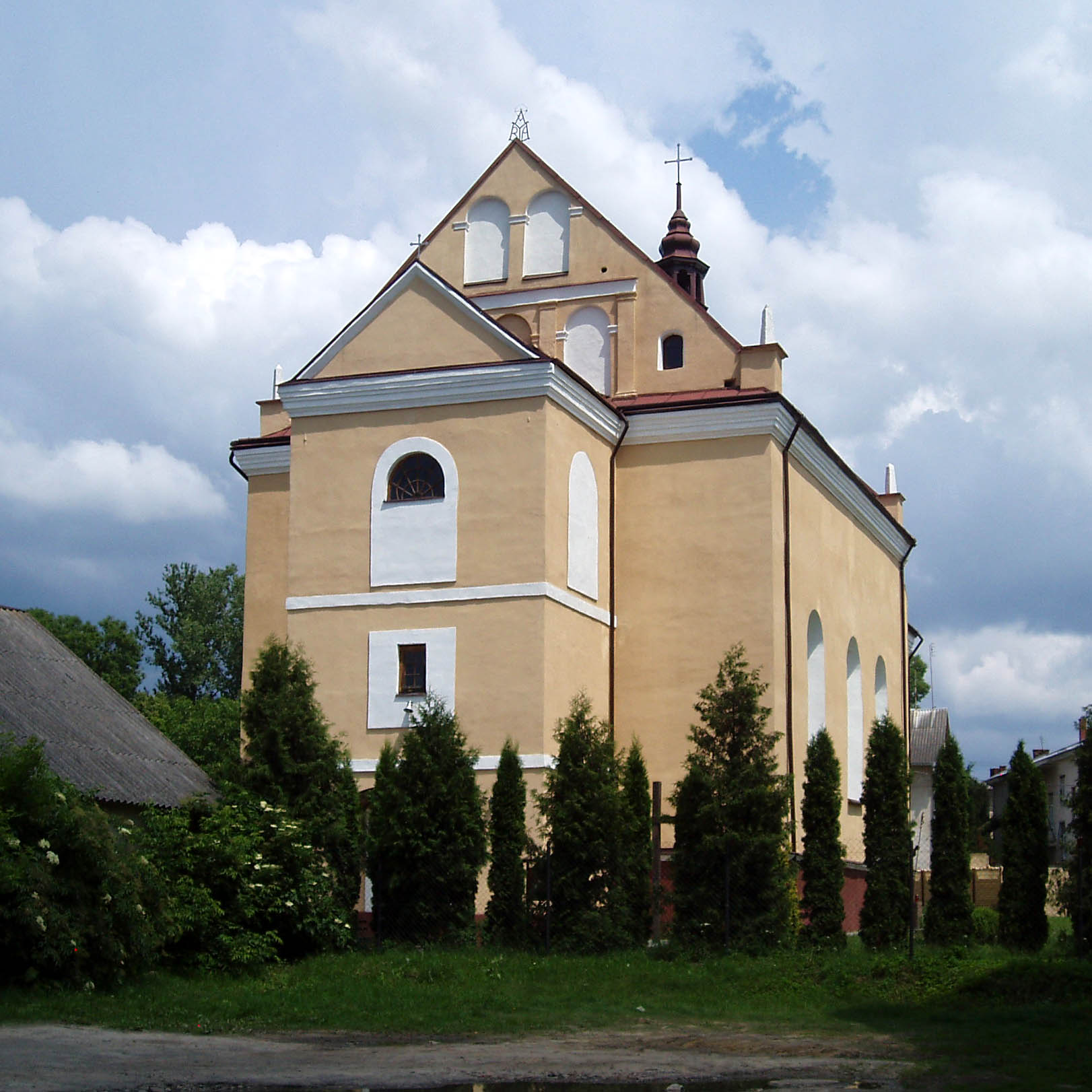
Kościół pw. Świętych Piotra i Pawła

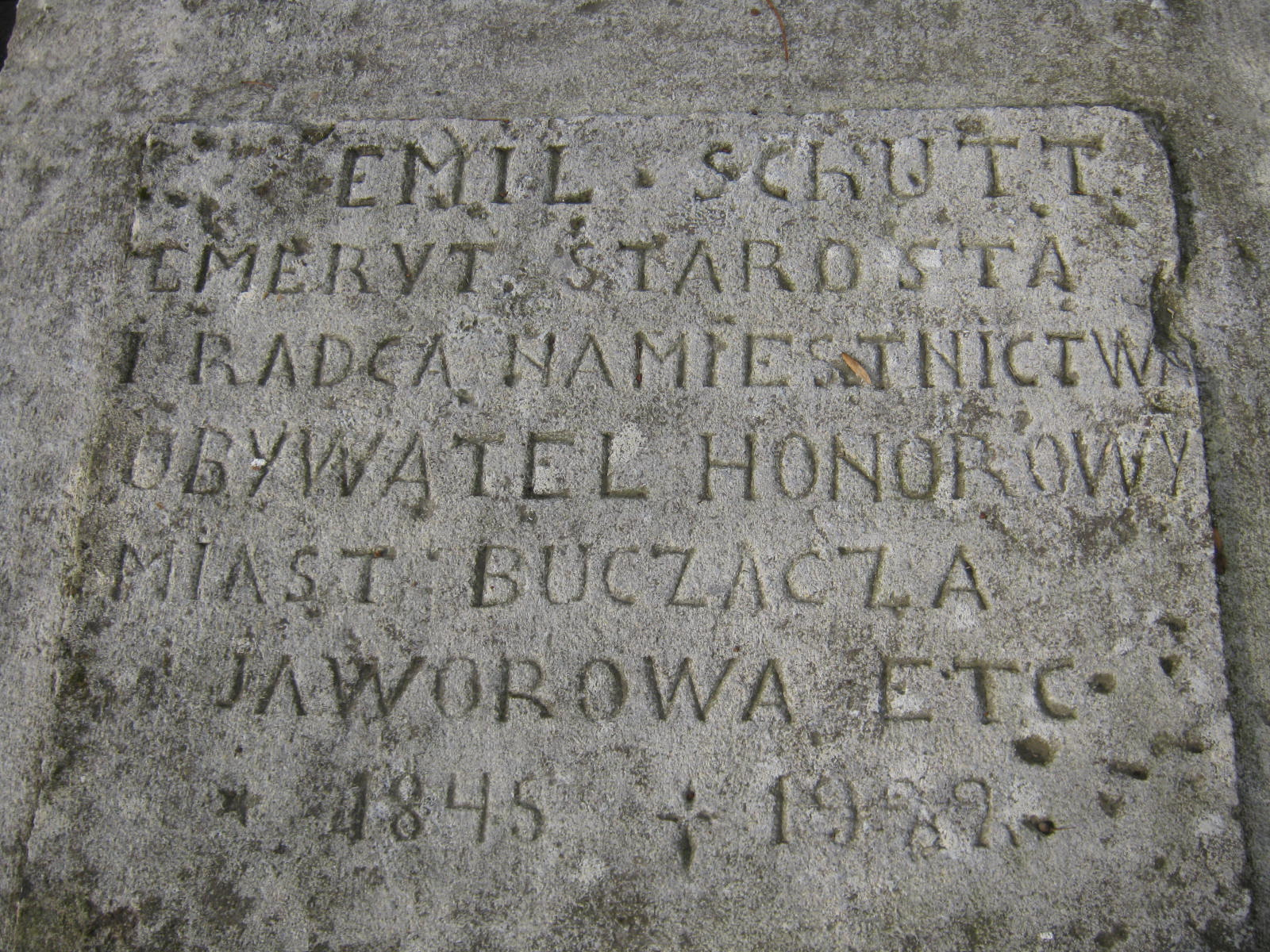
Nagrobek Emila Schutta (Buczacz)

Pierwsza wzmianka pochodzi z roku 1436. Wzmianki z lat 1376 i 1408 są błędne (dokument 1376 nie wymienia Jaworowa; dokument 1408 jest błędnie datowany – został on wystawiony 1478 lub w 1488 r.). Miasto królewskie położone było w XVI wieku w województwie ruskim. W 1569 roku Jaworów otrzymał prawa magdeburskie od króla Zygmunta II Augusta. Znajdował się tu zamek wybudowany w XIV wieku. W tej rezydencji król Jan III Sobieski w 1683 roku otrzymał gratulacje od papieża Innocentego XI po zwycięstwie nad Turkami pod Wiedniem. Resztki zamku Sobieskiego służyły w okresie zaborów za areszt.
W Jaworowie w roku 1619 wydrukowana została sztuka dramatyczna Jakuba Gawatha pt. Tragaedia, albo Wizerunk śmierci przeświątego Jana Chrzciciela, przesłańca Bożego.
W ciągu XVIII w. Jaworów stał się sporym ośrodkiem handlowym i rzemieślniczym (obuwniczym) na szlaku Lwów – Jarosław. W okresie zaborów był miastem powiatowym w austriackiej prowincji Galicja. Od 1782 roku należał do cyrkułu przemyskiego. Z końcem XVIII w. notował Ewaryst Andrzej, hr. Kuropatnicki w swym "Opisaniu królestw Galicyi i Lodomeryi": Miasto przedtym wielkimi stawami i bogatym probostwem sławne, teraz ozdobnym browarem i olendernią, w której sery szwajcarskie robią, zdobi się. (...) Rzemieślników: stolarzy, tokarzy, snycerzy i gancarzów nieprzejrzana moc jest, gdyż przedmieścia więcej mili rozciągają się.
W 1908 założono gimnazjum w Jaworowie. W 1914 roku miasto liczyło 10 500 mieszkańców (w tym 1500 Polaków, 2700 Żydów, dużą społeczność stanowili Czesi).
W okresie Zachodnioukraińskiej Republiki Ludowej Ukraińcy zamordowali w Jaworowie 17 Polaków, po wcześniejszych torturach i próbie wymuszenia na nich przyznania się do rzekomego spisku wobec nowej władzy ukraińskiej. 4 czerwca 1922 roku w ramach pierwszego wystąpienia UWO zdetonowano bombę pod koszarami Policji Państwowej.
W okresie dwudziestolecia międzywojennego w Jaworowie mieściła się polska Państwowa Szkoła Przemysłu Drzewnego.
W 1926 roku w Jaworowie została zorganizowana Szkoła Podoficerów Zawodowych Kawalerii, której pierwszym komendantem został major Tadeusz Komorowski, późniejszy generał dywizji, komendant główny Armii Krajowej i Naczelny Wódz. W drugiej połowie lat 30. XX wieku do Jaworowa została przeniesiona ze Lwowa Kadra 6 Dywizjonu Taborów.
Do września 1939 roku miasto powiatowe w województwie lwowskim.
25 czerwca 1941 roku zdobyty przez Wehrmacht. Po zajęciu miasta przez Niemców Ukraińcy dokonali pod koniec czerwca 1941 roku pogromu Żydów. Ukraińska milicja wraz z hitlerowcami zniszczyła synagogę, bito i zabijano Żydów. Działacze OUN-B ogłosili deklarację odnowienia państwa ukraińskiego. Także w tym czasie (względnie w lipcu 1941) Policja Bezpieczeństwa rozstrzelała 15 Żydów wskazanych przez Ukraińców; miał być to odwet za zabójstwa na miejscowych. Podczas okupacji Niemcy dokonali zagłady ludności żydowskiej Jaworowa. Największa akcja eksterminacyjna w 1942 roku miała miejsce w listopadzie – Gestapo wywiozło 1,3 tys. osób do obozu śmierci w Bełżcu a na miejscu zostało zabitych 400-500 osób. Po tej akcji utworzono w Jaworowie tzw. getto wtórne, do którego zwieziono Żydów z okolicznych miejscowości, łącznie około 6-7 tys. osób. Z powodu fatalnych warunków panujących w getcie zimą 1942-43 roku zmarła niemal połowa jego więźniów. Tych, którzy przeżyli zimę, gestapo rozstrzelało w kwietniu 1943 roku w lesie w Porudnie, jedynie 200 osób przeniesiono do obozu janowskiego. Po wojnie za pomoc Żydom Instytut Jad Waszem uhonorował tytułami Sprawiedliwych wśród Narodów Świata następujących polskich mieszkańców Jaworowa: Maria Burdowa oraz Józef, Anna, Emil i Ferdynand Róziewiczowie.
Pod okupacją niemiecką w Polsce siedziba gminy Jaworów.
Podczas czystki etnicznej w Małopolsce Wschodniej Jaworów był miejscem do którego ściągali polscy uchodźcy w okolicznych miejscowości i skąd później ewakuowali się dalej na zachód. Tych, którzy zostali, w większości ekspatriowano w 1945 roku.
Silnie zbombardowany, 24 lipca 1944 roku Jaworów został zajęty przez Armię Czerwoną. 16 sierpnia 1945 na mocy traktatu granicznego pomiędzy Tymczasowym Rządem Jedności Narodowej a rządem ZSRR włączony do Ukraińskiej Socjalistycznej Republiki Radzieckiej w składzie ZSRR.
27 maja 1947 roku ukraińskie podziemie wysadziło w powietrze pomnik Lenina.
W latach 60-90. XX wieku pod Jaworowem eksploatowano bogate złoża siarki (Jaworowskie Zagłębie Siarkowe). Po upadłym kombinacie pozostały wyrobiska i zdegradowane tereny pomiędzy Jaworowem a Nowojaworowskiem.
Od 1991 na terytorium niepodległej Ukrainy.
Rada Miejska Jaworowa w 2011 roku nadała honorowe obywatelstwo miasta Jaworowa Stepanowi Banderze i Romanowi Szuchewyczowi.
W Jaworowie działa oddział Towarzystwa Kultury Polskiej Ziemi Lwowskiej.

## Zabytki
- cerkiew pw. św. Jura z przełomu XIX i XX w.[21]
- cerkiew pw. Narodzenia Bogardzicy (1670)[21]
- cerkiew pw. Zaśnięcia Bogarodzicy (1670)[21]
- d. klasztor bazylianek (XIX w), współcześnie szpital[21].
- kościół pw. Świętych Piotra i Pawła z XVII w. Podominikański, przebudowany na początku XIX w. W latach 1945–1989 zamknięty, obecnie (2007 r.) odremontowany i czynny[21].
- ratusz (XIX w.)[21]
- synagoga została zniszczona w 1941 r.
- zamek[27]. Pozostały po nim fortyfikacje ziemne i przebudowany budynek skarbca[21].

## Urodzeni w Jaworowie
- Władysław Langner – polski dowódca wojskowy, generał dywizji Wojska Polskiego II RP,
- Stepan Łukaszyk – ukraiński urzędnik, doktor nauk ekonomicznych, honorowy obywatel rejonu jaworowskiego.
- Osyp Makowej (1867-1925) – ukraiński pisarz, pedagog i krytyk literacki[21]
- Stanisław Nowakowski – polski nauczyciel, harcmistrz, komendant Rzeszowskiej Chorągwi Harcerzy (1944–1947), Przewodniczący Związku Harcerstwa Polskiego (1945),
- Wawrzyniec Żmurko – polski matematyk i wynalazca, profesor Uniwersytetu Lwowskiego i Politechniki Lwowskiej.

## Ludzie związani z Jaworowem
- Jan III Sobieski – starosta jaworowski
- Stanisław Lachowicz – burmistrz Jaworowa
- Ferdynand Paar – burmistrz Jaworowa[28]
- Emil Schutt – radca namiestnictwa, emerytowany c.-k. starosta, honorowy obywatel miasta
- Jan Żółkiewski – starosta jaworowski

## Pobliskie miejscowości
- Niemirów
- Sądowa Wisznia
- Janów
- Gródek Jagielloński

## Miasta partnerskie
- Jarosław
- Węgorzewo
- Lubaczów
- Troki